# Marginia
Marginia is een geslacht van uitgestorven kreeftachtigen uit de klasse van de Ostracoda (mosselkreeftjes).

## Soorten
- Marginia costata Samoilova & Smirnova, 1962 †
- Marginia decora Rozhdestvenskaya, 1972 †
- Marginia egregia Martinova, 1960 †
- Marginia elegans Samoilova, 1962 †
- Marginia grandis Egorova, 1962 †
- Marginia inexplorata Tschigova, 1960 †
- Marginia ivanovae Tschigova, 1977 †
- Marginia larionovae Ivanova (N.), 1980 †
- Marginia lobanovoensis Polenova, 1955 †
- Marginia multicostata (Polenova, 1952) Copeland, 1977 †
- Marginia ollii Rozhdestvenskaya, 1960 †
- Marginia pistrakae Tschigova, 1963 †
- Marginia plana Janbulatova, 1987 †
- Marginia rauseri Tschigova, 1977 †
- Marginia reticulata Jones, 1968 †
- Marginia sculpta Polenova, 1952 †
- Marginia selebratis Polenova, 1952 †
- Marginia sisthalica Becker, 1992 †
- Marginia syzranensis Polenova, 1952 †
- Marginia tendicularis Rozhdestvenskaya, 1960 †
- Marginia tortuosa Martinova, 1960 †
- Marginia tschigovae (Palant, 1960) Tschigova, 1960 †
- Marginia tuberculata Rozhdestvenskaya, 1972 †
- Marginia ufimica Rozhdestvenskaya, 1962 †
- Marginia unicostalis Buschmina, 1981 †
- Marginia venula Jones, 1968 †